# Справедливий курс
Справедливий курс (англ. Fair Deal) — це набір пропозицій, висунутих Президентом США Гаррі С. Труменом до Конгресу в 1945 році та в його Посланні про стан країни в січні 1949 року. У більш загальному плані цей термін характеризує весь внутрішній порядок денний адміністрації Трумена з 1945 по 1953 рік. Він запропонував нові пропозиції щодо продовження лібералізму Нового курсу, але з консервативною коаліцією, яка контролювала Конгрес, лише деякі з його основних ініціатив стали законом, і то лише за умови значної підтримки Республіканської партії. Як робить висновок Річард Нойштадт, найважливішими пропозиціями були допомога освіті, національне медичне страхування, Комісія з практики справедливого працевлаштування та скасування Закону Тафта-Хартлі. Їх усі довго обговорювали, а потім проголосували проти. Тим не менш, було прийнято достатньо менших і менш суперечливих пунктів, щоб ліберали могли претендувати на певний успіх.

## Філософія
Будучи ліберальним демократом популістської традиції Середнього Заходу, Трумен був сповнений рішучості як продовжити спадщину Нового курсу, так і втілити в життя запропонований Франкліном Рузвельтом Економічний білль про права, водночас залишивши власний слід у соціальній політиці. 
У науковій статті, опублікованій у 1972 році, історик Алонзо Гамбі стверджував, що «Справедливий курс» відображав підхід «життєвого центру» до лібералізму, який відкидав тоталітаризм, підозріло ставився до надмірної концентрації державної влади і вшановував Новий курс як зусилля, спрямовані на досягнення «демократичного соціалістичного суспільства». Ґрунтуючись на традиціях Нового курсу в його підтримці широкомасштабного соціального законодавства, Справедливий курс досить сильно відрізнявся від нього, щоб претендувати на окрему ідентичність. Після війни депресія не повернулася, і «Справедливий курс» мав боротися з процвітанням та оптимістичним майбутнім. Справедливі політики мислили категоріями достатку, а не дефіциту часів депресії. Економіст Леон Кейзерлінг стверджував, що завданням лібералів є поширення переваг достатку на все суспільство шляхом стимулювання економічного зростання. Міністр сільського господарства Чарльз Ф. Браннан хотів розкрити переваги сільськогосподарського достатку і заохотити розвиток демократичної коаліції між містом і селом. Однак план Браннана зазнав поразки через сильну консервативну опозицію в Конгресі та його нереалістичну впевненість у можливості об'єднати міських робітників і власників ферм, які не довіряли сільським повстанцям. Корейська війна зробила військові витрати пріоритетом країни і знищила майже весь «Справедливий курс», але стимулювала економічне зростання.
Тим не менш, деякі з прогресивних політик «Справедливого курсу» були прийняті частинами в законодавстві під час перебування Трумена при владі, а подальше прийняття продовжилося за адміністрацій Ейзенхауера і Кеннеді, що завершилося широким хвилею прогресивного законодавства під час реалізації програми Ліндона Джонсона «Велике суспільство».

## Пропозиції 1945
У вересні 1945 року Трумен виступив перед Конгресом і представив програму внутрішнього законодавства з 21 пункту, в якій виклав низку запропонованих заходів у сфері економічного розвитку та соціального забезпечення. Заходи, які Трумен запропонував Конгресу, включали:
1. Значне покращення охоплення та адекватності системи допомоги по безробіттю.
2. Суттєве підвищення мінімальної заробітної плати разом із розширенням її охоплення.
3. Збереження та розширення контролю над цінами з метою зниження вартості життя в умовах переходу до економіки мирного часу.
4. Прагматичний підхід до розробки законодавства про ліквідацію органів воєнного часу та контролю воєнного часу, беручи до уваги юридичні складнощі.
5. Законодавство для забезпечення повної зайнятості.
6. Законодавство, яке зробить Комітет з питань справедливої практики працевлаштування постійним.
7. Підтримка відносин як з промисловістю, так і з профспілками.
8. Розширення Служби зайнятості США для забезпечення робочими місцями демобілізованих військовослужбовців.
9. Збільшення допомоги фермерам.
10. Зняття обмежень на право добровільного вступу до лав збройних сил та надання можливості збройним силам залучати більшу кількість добровольців.
11. Прийняття широкого і всеосяжного житлового законодавства.
12. Створення єдиного федерального дослідницького агентства.
13. Серйозний перегляд системи оподаткування.
14. Заохочення утилізації надлишкового майна.
15. Збільшення допомоги малому бізнесу.
16. Покращення федеральної допомоги ветеранам війни.
17. Значне розширення громадських робіт, збереження та примноження природних ресурсів.
18. Заохочення післявоєнної відбудови та врегулювання зобов'язань за Законом про ленд-ліз.
19. Запровадження гідної заробітної плати для всіх службовців федерального уряду - виконавчої, законодавчої та судової влади.
20. Сприяння продажу кораблів для усунення невизначеності щодо утилізації великого надлишку американського тоннажу після закінчення військових дій.
21. Законодавство, яке забезпечить придбання та утримання запасів матеріалів, необхідних для задоволення оборонних потреб нації.

Нарешті, Трумен оголосив, що незабаром «звернеться до Конгресу з рекомендаціями щодо національної програми охорони здоров'я, щоб забезпечити належне медичне обслуговування для всіх американців і захистити їх від фінансових втрат і труднощів, спричинених хворобами та нещасними випадками» (див. розділ «Охорона здоров'я» нижче).
Трумен не надсилав запропоновані законопроекти до Конгресу; він очікував, що Конгрес розробить їх сам. Однак багато з цих запропонованих реформ так і не були реалізовані через протидію консервативної більшості в Конгресі, яка ще більше посилилася після того, як республіканці отримали контроль над обома палатами на проміжних виборах 1946 року. Незважаючи на ці невдачі, пропозиції Трумена до Конгресу ставали все більш численними протягом його президентства, і до 1948 року законодавча програма, яка була більш всеосяжною, стала відома як «Справедливий курс».

## Пропозиції 1949
У своєму зверненні до Конгресу зі звітом про стан справ у державі від 5 січня 1949 року Трумен заявив, що «кожна верства нашого населення і кожна людина має право очікувати від свого уряду справедливої угоди». Запропоновані заходи включали:
- федеральна допомога на освіту[9]
- значне зниження податків для малозабезпечених[10].
- скасування виборчих податків
- закон проти самосуду
- постійна Комісія з питань справедливої практики працевлаштування
- програма допомоги фермерським господарствам
- збільшення державного житла
- законопроект про імміграцію
- нові проекти громадських робіт у стилі TVA
- створення нового Департаменту соціального забезпечення
- скасування закону Тафта-Гартлі, що регулює діяльність профспілок
- збільшення мінімальної заробітної плати з 40 до 75 центів на годину
- національне медичне страхування
- розширення охоплення соціальним страхуванням, а також
- збільшення податків на 4 мільярди доларів для зменшення державного боргу та фінансування цих програм.

Незважаючи на неоднозначний законодавчий успіх, Справедливий курс залишається важливою в тому, що заклик до загальної медичної допомоги є закликом до об’єднання Демократичної партії . Ліндон Б. Джонсон назвав нездійснену програму Трумена впливом на такі заходи Великого суспільства, як Medicare, яку Джонсон успішно проштовхнув через Конгрес у 1960-х роках. 

## Протистояння і просування
Реформи «Справедливого курсу» допомогли перетворити економіку Сполучених Штатів з економіки воєнного часу на економіку мирного часу. У контексті післявоєнної відбудови та холодної війни «Справедливий курс» намагався зберегти та продовжити ліберальні традиції Нового курсу президента Франкліна Делано Рузвельта. Однак, «Справедливий курс» зіткнувся з великою опозицією з боку багатьох консервативних політиків, які хотіли зменшити роль федерального уряду. У ці повоєнні роки нація насолоджувалася поверненням до процвітання, небаченого з часів Великої депресії, і підтримка консервативних політиків зростала.
«Справедливий курс» зіткнувся з опозицією коаліції консервативних республіканців і переважно південних консервативних демократів. Однак, незважаючи на сильну опозицію, деякі елементи програми Трумена отримали схвалення Конгресу, наприклад, державні житлові субсидії, які були підтримані республіканцем Робертом А. Тафтом відповідно до Національного житлового закону 1949 року, який фінансував розчищення нетрів і будівництво 810 000 одиниць житла для малозабезпечених протягом шести років. 

Трумену також допомогло обрання демократичного Конгресу в 1948 році. За словами Еріка Лейфа Девіна, Конгрес 1949-50 років «був найліберальнішим Конгресом з 1938 року і ухвалив більше законів «Нового курсу - Справедливого курсу», ніж будь-який Конгрес між 1938 роком і Великим суспільством Джонсона середини 1960-х років». Як зазначається в одному дослідженні
Це був Конгрес, який реформував Закон про переміщених осіб, збільшив мінімальну заробітну плату, подвоїв програму будівництва лікарень, дозволив Національний науковий фонд і програму сільського телефонного зв’язку, призупинив «ковзну шкалу» підтримки цін, продовжив програму збереження ґрунту, забезпечив нові гранти на планування державних і місцевих громадських робіт і закрили давню лазівку щодо злиття в Законі Клейтона... Більше того, як захисник, гарант, право вето проти посягань на ліберальний резерв, Трумен залишив рекорд значного успіху – аспект «Справедливого курсу», який не можна скидати з рахунків. 
Хоча Трумен не зміг повністю реалізувати свою програму «Справедливий курс», наприкінці сорокових - на початку п'ятдесятих років відбувся значний соціальний та економічний прогрес. Звіт про перепис населення підтвердив, що досягнення в галузі житла, освіти, рівня життя і доходів за часів правління Трумена були безпрецедентними в американській історії. 1953 року 62 мільйони американців мали роботу, що на 11 мільйонів більше за сім років, а безробіття майже зникло. До 1953 року 62 мільйони американців мали роботу, приріст на 11 мільйонів за сім років, а безробіття майже зникло. [Мінімальна заробітна плата також була збільшена, тоді як виплати по соціальному забезпеченню були подвоєні, а вісім мільйонів ветеранів відвідували коледжі до кінця адміністрації Трумена в результаті прийняття Закону про солдатів,[1] [потрібна сторінка], який субсидував бізнес, навчання, освіту та житло мільйонів ветеранів, що повернулися.
Мільйони будинків були профінансовані через попередні урядові програми, і було розпочато розчищення нетрів. Рівень бідності також значно знизився: за однією з оцінок, відсоток американців, що жили в бідності, впав з 33% населення в 1949 р. до 28% у 1952 р.[1] [потрібна сторінка] Доходи зростали швидше, ніж ціни, а це означало, що реальний рівень життя був значно вищим, ніж сім років до того. Прогрес також був досягнутий у сфері громадянських прав, з десегрегацією як федеральної державної служби, так і збройних сил, а також створенням Комісії з громадянських прав. Насправді, за словами одного історика, Трумен «зробив більше, ніж будь-який президент з часів Лінкольна, щоб пробудити американську свідомість до питань громадянських прав»[2].

## Законодавство та програми
Примітка: Цей перелік містить реформи, розроблені адміністрацією Трумена, а також реформи, розроблені окремими конгресменами. Останні були включені, оскільки можна стверджувати, що прогресивний характер цих реформ (наприклад, Закон про забруднення води, який був частково республіканською ініціативою) був сумісний з лібералізмом «Справедливого курсу».

### Громадянські права
Як сенатор, Трумен не підтримав Рух за громадянські права, що зароджувався. У промові 1947 року перед Національною асоціацією сприяння розвитку кольорового населення (NAACP), яка стала першим зверненням чинного президента до цієї групи, Трумен сказав: «Кожна людина повинна мати право на гідне житло, право на освіту, право на адекватну медичну допомогу, право на гідну роботу, право на рівну участь у прийнятті державних рішень шляхом голосування, а також право на справедливий судовий розгляд у справедливому суді».
На посаді президента він висунув багато програм захисту громадянських прав, але вони зустріли великий опір з боку південних демократів. Всі його законодавчі пропозиції були заблоковані. Однак він використовував президентські укази, щоб покласти край дискримінації в збройних силах і відмовляв у державних контрактах фірмам з расово дискримінаційною практикою. Він також призначив афроамериканців на федеральні посади. За винятком недискримінаційних положень Житлового закону 1949 року, Трумен був змушений задовольнятися здобутками у сфері громадянських прав, досягнутими за допомогою виконавчих указів або через федеральні суди. Вон стверджує, що продовжуючи звертатися до Конгресу з проханням ухвалити законодавство про громадянські права, Трумен допоміг змінити довготривале прийняття сегрегації та дискримінації, утвердивши інтеграцію як моральний принцип.

### Охорона здоров'я
19 листопада 1945 року Трумен звернувся зі спеціальним посланням до Конгресу, в якому рекомендував ухвалити та фінансувати «всеосяжну та сучасну програму охорони здоров’я нації, яка складається з п’яти основних частин»:
- Будівництво лікарень та супутніх установ
- Розширення сфери охорони здоров'я, охорони здоров'я матері та дитини
- Медична освіта та дослідження
- Попередня оплата медичних витрат через програму обов’язкового національного медичного страхування, що покриває медичні, лікарняні, медсестринські та лабораторні послуги
- Захист від втрати заробітної плати через хворобу та інвалідність за допомогою національної програми страхування на випадок інвалідності

Того ж дня сенатор Нью-Йорка Роберт Ф. Вагнер представив С. 1606 р., відомий як законопроект Вагнера-Мюррея-Дінгелла, який містить законодавчі положення щодо введення в дію національної програми охорони здоров’я Трумена.  Після напружених дебатів у Конгресі законопроект не був прийнятий.  
Однак під час президентства Трумена було введено ряд інших ініціатив у сфері охорони здоров’я:
- Було підписано законопроект, який уповноважував федеральні агентства надавати незначні медичні та стоматологічні послуги працівникам (1945).[26]
- Національний закон про психічне здоров'я (1946) дозволив федеральну підтримку програм досліджень психічного здоров'я та лікування.[27]
- Закон про забруднення води (1948) надав кошти на систему очищення стічних вод і дослідження забруднення, а також надав Міністерству юстиції право подавати позови проти забруднювачів.[28]
- Федеральний закон про інсектициди, фунгіциди та родентициди (1947) запровадив правила щодо використання пестицидів у виробництві харчових продуктів.[29]
- Закон Хілла-Бертона (Акт про обстеження та будівництво лікарень) (1946) заснував федеральну програму фінансової допомоги для модернізації та будівництва лікарняних установ.[30] Програма запровадила національні стандарти та фінансування місцевих лікарень, а також підвищила стандарти медичного обслуговування в усіх Сполучених Штатах протягом 1950-х і 1960-х років. Хоча законодавство надавало перевагу громадам середнього класу, оскільки вимагало місцевих фінансових внесків, воно спрямовувало федеральні кошти до бідних громад, таким чином підвищуючи стандарти лікарень і справедливість у доступі до якісної медичної допомоги. Програма вимагала від лікарень, які отримували федеральне фінансування, надавати невідкладну допомогу незастрахованим особам і розумний обсяг безкоштовної або медичної допомоги за зниженими цінами бідним американцям.[31]
- Поправки щодо обстеження та будівництва лікарень 1949 року збільшили обсяг доступного федерального фінансування та збільшили федеральну частку будівництва лікарень до двох третин. Ці поправки дозволили менш заможним громадам скористатися Законом Хілла-Бертона 1946 року.[32]
- Було створено програму для фінансування платежів продавцям медичних послуг за догляд за людьми похилого віку з низькими доходами (1950).[33]
- Було дозволено фінансування досліджень і демонстрацій, пов’язаних з координацією, використанням і розвитком лікарняних послуг.[34]
- Були введені гранти державам на боротьбу з раком (1947).[35]
- Закон «Омнібус про медичні дослідження» (1950) дозволив заснувати Інститут неврологічних захворювань і сліпоти та перетворення Інституту експериментальної біології та медицини в набагато більший Інститут артриту та метаболічних захворювань. Законодавство також уповноважило генерального хірурга засновувати додаткові інститути, якщо він вважав це необхідним, а також «проводити та підтримувати дослідження та наукову підготовку, пов’язану з іншими захворюваннями та групами захворювань».[36]
- Конгрес доручив Комісії з атомної енергії розслідувати застосування атомних досліджень для лікування раку, виділяючи на цю мету близько 5 мільйонів доларів США (1950).[37]
- Створено Клініко-лабораторний науково-дослідний центр (1947).[38]
- Положення Закону про асигнування на 1948 фінансовий рік щодо будівництва науково-дослідних робіт передбачали кошти «для придбання ділянки та підготовки планів, специфікацій та креслень для додаткових дослідницьких будівель і клінічної дослідницької лікарні на 600 ліжок, а також необхідних допоміжних будівель, пов’язаних із цим. для використання в загальних медичних дослідженнях..."[39]
- Національний закон про серце (1948) уповноважив Національний інститут серця допомагати, проводити та сприяти дослідженням, забезпечувати навчання та надавати допомогу державам у діагностиці, профілактиці та лікуванні захворювань серця.[40]
- Національний інститут стоматологічних досліджень був уповноважений Національним законом про стоматологічні дослідження (1948) «проводити, допомагати та сприяти стоматологічним дослідженням; забезпечувати навчання та співпрацювати з державами в профілактиці та контролі стоматологічних захворювань».[41]
- Було створено Національний інститут артриту та метаболічних захворювань (1950).[42]
- Було створено Національний інститут неврологічних захворювань і сліпоти (1950).[43]
- Поправка Дарема-Гемфрі (1951) визначила «види ліків, які не можна безпечно використовувати без медичного нагляду, і обмежує їх продаж тільки за рецептом лікарем, що має ліцензію».[44]

### Соціальне забезпечення
За Трумена було внесено багато змін до системи соціального забезпечення, хоча одна з його ключових цілей — розширити охоплення соціальним страхуванням 25 мільйонів американців — так і не була досягнута. Незважаючи на це, 10 мільйонів отримали соціальне страхування.
- Була прийнята Федеральна програма страхування від інвалідності на залізниці (1946).
- До Закону про соціальне забезпечення були внесені зміни (1950 р.), щоб передбачити нову категорію державної допомоги особам з повною та постійною непрацездатністю.[46]
- Протягом 1950 року в систему соціального забезпечення було внесено понад тридцять значних змін. Обов’язкове покриття було поширено на мешканців Пуерто-Ріко та Віргінських островів, федеральних службовців, на яких не поширюється федеральна пенсія, домашньої прислуги, більшості самозайнятих працівників та сільськогосподарських працівників. Працівникам державної та місцевої влади була надана можливість приєднатися до системи. Пільги у зв’язку з втратою годувальника були збільшені та розширені, а виплати соціального забезпечення були значно збільшені для поточних бенефіціарів на 77,5%. Також були внесені зміни для підвищення прогресивності пільг..[47] Інша поправка передбачала компенсацію заробітної плати для всіх виплат соціального страхування за військову службу, виконану з вересня 1940 по липень 1947 року.[48]
- Програма «Допомога сім’ям з дітьми на утриманні» була розширена, включивши підтримку опікунів (1950 р.).[49]
- Було розширено та збільшено субсидії штатам на державну допомогу малозабезпеченим особам, тим, хто був повністю та назавжди недієздатним, а також службам охорони матері та дитини.[50].
- Закон про переміщених осіб допускав осіб, які стали жертвами переслідувань з боку нацистського уряду [6].
- Чисельність прийому переміщених осіб подвоїли до 400 000 (1950 р.)[51].
- Було збільшено федеральну фінансову участь у виплатах державної допомоги (1946).[52]
- Обов'язковий внесок до соціального страхування було розширено (в принципі) на всіх залежних службовців і робітників (1946 р.).[53]
- Федеральний закон про податок на безробіття (FUTA) був змінений у 1946 році, щоб дозволити штатам, де працівники робили внески за програмою страхування від безробіття, використовувати деякі або всі ці внески для виплати допомоги по непрацездатності.[54][55]
- У 1946 році до Закону про соціальне забезпечення було внесено поправки, які передбачають надання допомоги у зв’язку з втратою годувальника особам, які перебувають на утриманні ветеранів Другої світової війни, які померли протягом трьох років після звільнення з армії. Поправки вважали, що ветерани Другої світової війни повністю застраховані за програмою соціального страхування для цілей виплат у зв’язку з втратою годувальника, навіть якщо вони не завершили необхідну кількість кварталів роботи за програмою соціального страхування.[56]
- До Закону про вихід на пенсію на державній службі були внесені зміни (1948 р.), щоб забезпечити захист тих, хто залишився в живих федеральних службовців.[57]
- До Закону про відставку на державній службі 1930 року було внесено поправки (1945) для надання пенсійного кредиту при обчисленні стажу особам, які залишили державну службу, щоб вступити в збройні сили.[58]
- До Податкового кодексу та Закону про соціальне забезпечення були внесені зміни (1945 р.), щоб поширити охоплення на всіх працівників Управління влади Бонневіля, на яких не поширювався Закон про вихід на пенсію Федеральної державної служби, і тому вони не мали пенсійного захисту.[59]
- Закон про страхування на випадок безробіття на залізниці та поправки до Закону про пенсійне забезпечення на залізниці (1946 р.) встановлювали щомісячні виплати у зв’язку з втратою годувальника та допомогу у зв’язку з хворобою та вагітністю та пологами для службовців залізниці. До Закону про соціальне забезпечення також було внесено зміни, згідно з якими заробітна плата працівників на залізниці застосовується до виплат у зв’язку з втратою годувальника за програмою страхування по старості та втраті годувальника.[60]
- До Закону про соціальне страхування (1946 р.) було внесено поправки, щоб надати приватним морським працівникам державне страхування на випадок безробіття, щомісячні виплати по старості та страхування на випадок втрати годувальника для тих, хто пережив деяких ветеранів Другої світової війни, а також допомогу по тимчасовому безробіттю морякам, які працювали на федеральному штаті під час війни. Було надано дозвіл державам, у яких працівники сплачують внески відповідно до їхнього законодавства про страхування на випадок безробіття, використовувати такі кошти для страхових виплат на випадок тимчасової втрати працездатності. Також передбачається більша частка Федерального бюджету у виплатах державної допомоги протягом визначеного періоду, і більші гранти повинні бути надані на охорону здоров’я матері та дитини та добробут дітей, а також розширення цих програм на Віргінські острови [61].
- Було схвалено законопроект (1947 р.), який продовжив до липня 1949 р. час, протягом якого при виплаті допомоги по старості можна було не враховувати дохід від медсестер і сільськогосподарської праці.[62]
- Прийнятий закон (1947 р.), згідно з яким певні літні одержувачі допомоги могли продовжувати до липня 1949 р. доглядати за хворими або працювати за зарплату на фермі, не маючи такої зарплати, що загрожує виплаті допомоги.[63]
- До Закону про пенсійне забезпечення залізничників було внесено поправки (1948), щоб збільшити певні виплати у зв’язку з втратою годувальника та пенсії.[64]
- Був прийнятий закон (1948), який підвищив пенсії залізничників на 20%, але зменшив податки на фонд заробітної плати.[65]
- Було прийнято закон (1948), який збільшив певні виплати, що виплачуються відповідно до Закону про компенсацію морським і портовим працівникам.[66]
- Було ухвалено закон (1949), який дозволяв асигнування для Федерального адміністратора безпеки для задоволення надзвичайних потреб дітей-калік на 1949 фінансовий рік, на додаток до коштів, дозволених відповідно до Закону про соціальне забезпечення.[67]
- Було дозволено збільшення виплат соціального страхування.[68]

- Було затверджено закон про реабілітацію індіанських племен навахо і хопі (1950), який включав положення про збільшення федеральної участі у виплатах державної допомоги.[69]

- Закон про соціальне забезпечення 1950 року збільшив соціальні виплати [70], розширив охоплення соціального забезпечення на літніх американців і підняв мінімальну заробітну плату. Ці пільги сподобалися як американцям із середнього, так і робітничого класу.[71] Працівники сільського господарства та домашні працівники, а також самозайняті особи, які не займаються сільськогосподарською діяльністю, вперше охопили пенсійну програму соціального страхування по старості.[72] У результаті цих змін ще 10,5 мільйонів американців були охоплені соціальним страхуванням..[73] За словами одного історика, закон 1950 року «був майже таким же значущим, як і оригінальний закон 1935 року».[74]
- У вересні 1950 р. почали виплачувати допомогу чоловікам, які перебували на утриманні, вдівцям, які перебували на утриманні, дружинам віком до шістдесяти п'яти років, які перебувають під опікою, і розлученим дружинам.[75]
- Було підписано закон (1952), який збільшив допомогу по хворобі та безробіттю для залізничників на 30% до 60% і фінансувався за рахунок збору із заробітної плати на залізницях.[76].
- До Закону про соціальне страхування (1952 р.) було внесено поправки, щоб продовжити ще на один рік «час, протягом якого уряди штатів могли укладати угоди, що мали задню силу до 1 січня 1951 р., щодо страхування на випадок старості та втрати годувальника державних і місцевих урядових службовців».[77]
- Закон про федеральну власність та адміністративні служби (1949 р.) надав Федеральному адміністратору безпеки повноваження розпоряджатися надлишковою федеральною власністю некомерційним або фінансованим податками навчальним закладам для медичних або освітніх цілей.[78]
- Закон про соціальне забезпечення 1952 р. збільшив виплати за програмою страхування по старості та втраті годувальника, продовжив період кредитування заробітної плати за військову службу до 31 грудня 1953 р., лібералізував тест на пенсію та підняв тест на пенсію з 50 до 75 доларів на місяць. Законодавство також змінило на дворічний період формулу гранту для виплат державної допомоги, щоб зробити додаткові кошти доступними для штатів.[79]
- Соціальне страхування було поширено на сільськогосподарських робітників (1951).[80]
- Було розширено охоплення програм зі страхування від безробіття.[81]
- Було прийнято законопроект (1952), який підвищив виплати соціального забезпечення[10] на 12,5%[82].

### Ринок праці
Центральна частина «Справедливого курсу» — скасування Закону Тафта-Хартлі — не пройшла. Як зазначає Плотке, «на початку 1950-х скасування Тафта-Хартлі було лише символічною заявою демократичної платформи».
- Новий Закон про справедливі трудові стандарти встановив мінімальну заробітну плату в 75 центів за годину.
- Закон про зайнятість 1946 року створив чітке юридичне зобов'язання з боку федерального уряду використовувати всі практичні засоби «для сприяння максимальному зайнятості, виробництву та купівельній спроможності». Закон також заснував «основне ядро механізму такого економічного планування – Раду економічних радників, яка працює безпосередньо при президенті, і спільний комітет з економічної доповіді в Конгресі». Відповідно до Закону про зайнятість, протягом двох десятиліть після його прийняття швидкі заходи, вжиті органами Федеральної резервної системи та відповідальною адміністрацією, стримували чотири рецесії: 1948-49, 1953-54, 1957-58 та 1960-61 років. .
- Управління економічної стабілізації було відновлено (1946) з метою контролю за зростанням цін.[83]
- Федеральний закон про оплату праці службовців (1946 р.) призвів до збільшення базової оплати праці більшості державних службовців на 14%, чиї посади підпадали під дію Закону про класифікацію 1923 р.[84]
- Поправки до справедливих трудових стандартів 1949 року ввели різні положення, спрямовані на «забезпечення здоров’я, ефективності та загального добробуту працівників».[85]
- Поправки до Федерального закону про компенсацію службовців 1949 року розширили охоплення закону, одночасно збільшуючи виплати.[86]
- Дія Закону Вагнера-Пейзера була поширена на Пуерто-Ріко та Віргінські острови.[87]
- Конгрес ухвалив помірні податкові пільги для малозабезпечених.[88]
- Перший кодекс федеральних правил безпеки на шахтах був схвалений Конгресом (1947).[89]
- Федеральний закон про безпеку вугільних шахт 1952 року передбачав проведення щорічних інспекцій у деяких підземних вугільних шахтах і надав Бюро обмежені правозастосовні повноваження, включаючи повноваження видавати повідомлення про порушення та накази про відкликання через неминучу небезпеку. Закон також уповноважив оцінку цивільних санкцій проти операторів шахт за відмову надати інспекторам доступ до майна шахти або за невиконання наказів про відкликання, хоча не було передбачено грошові штрафи за недотримання положень безпеки.[90]
- Дитяча праця була нарешті заборонена через поправку до Закону про справедливі стандарти праці (1949).[91]
- Було збільшено кількість працівників, на яких поширюється федеральна мінімальна заробітна плата.[92]
- Закон про судочинство та судову процедуру 1948 року забороняв роботодавцям залякувати, звільняти, погрожувати звільненням або примушувати постійних працівників до виконання обов’язків присяжних.[93]
- Попередній Закон про працю на залізниці був змінений законом від 10 січня 1951 року, «щоб дозволити перевізникам і службовцям, на яких поширюється дія цього закону, вести колективні переговори про профспілковий союз і перевірку профспілкових внесків».[94]
- Закон від 10 січня 1951 року, як зазначено в одному дослідженні, «санкціонував відрахування згідно з письмовою згодою моряків, які повинні зберігатися в довірчій власності для встановлення пільг для виключного використання моряків або їхніх сімей з метою надання медичної допомоги. і лікарняний догляд, пенсії по вислугі років або у зв’язку з втратою годувальника, страхування життя, допомога по безробіттю, а також допомога у зв’язку з хворобою або інвалідністю».[95]
- Закон МакГуайра (1952) посилив закони про справедливу торгівлю, дозволивши виробникам поширювати підтримку цін навіть на роздрібних торговців, «які відмовлялися підписувати контракти».[96]

### Освіта
Як зазначає Дональдсон, основна пропозиція щодо великомасштабної федеральної допомоги освіті «швидко загинула, головним чином через те, чи слід надавати допомогу приватним школам».
- Національний закон про шкільні обіди та молоко (1946) запровадив програми шкільних обідів у Сполучених Штатах з метою захисту «здоров’я та благополуччя дітей нації та заохочення споживання сільськогосподарських продуктів».[1] Цей закон запровадив надання товарних пожертвувань і федеральних грантів на некомерційне молоко та обіди в приватних і державних школах. Програма мала потужну підтримку консервативних конгресменів із сільських районів [98].
- Закон Джорджа-Бардена (1946) розширив федеральну підтримку професійної освіти.[99]
- Була започаткована Програма Фулбрайта(1946), ставши однією з «найбільших і найшанованіших у світі спільних освітніх програм для обміну аспірантами, викладачами та вченими».[100]
- Було створено Національний науковий фонд для підтримки освіти та наукових досліджень.[101]
- Закон про будівництво шкіл (публічний закон 815) дозволив трирічну програму, яка «передбачає будівництво критично необхідних шкільних приміщень у тих шкільних округах, які перевантажені федеральною діяльністю».[102]
- Федеральна програма допомоги постраждалим територіям (1950) дозволила федеральну допомогу шкільним округам, у яких «велика кількість федеральних службовців і федеральна власність, звільнена від податків, призводять або до значного збільшення кількості учнів у державних школах, або до значного зменшення надходжень місцевого податку на майно».[103]
- Було дозволено надання коледжам довгострокових кредитів під низькі відсотки на будівництво гуртожитків (1950 р.).[104]
- Після початку Корейської війни допомога була надана на поточні витрати та будівництво додаткових шкільних приміщень у районах, які стали центрами воєнних дій і були перевантажені прибуттям військового персоналу та їхніх сімей.[105]
- 96,5 мільйонів доларів було виділено на будівництво школи згідно P.L. 81-815 (1950). [106]
- Федеральний уряд фінансував стипендії та позики для студентів медсестер і надавав допомогу медичним школам, щоб задовольнити зростаючу потребу в доглядальниках.[107]
- 23 мільйони доларів було виділено на експлуатаційні витрати школи згідно  P.L. 81-874 (1950). [108]

### Житлове забезпечення
У роки правління Трумена роль федерального уряду у сфері забезпечення житлом була розширена, зокрема одна велика реформа (Закон про житло 1949 року), прийнята за підтримки сенатора-консерватора Роберта А. Тафта.
- Житловий закон 1949 року став головним законодавчим досягненням завдяки співпраці прихильників справедливої угоди з консервативним лідером сенатором Тафтом.[109] Це призвело до виділення федеральних коштів на будівництво 800 000 одиниць державного житла.
- Федеральний закон про житло та оренду (1947) був прийнятий для стимулювання будівництва нового орендованого житла в містах.[110]
- Закон про житло та оренду (1949) розширив федеральні повноваження щодо контролю за орендою. [111]
- У 1946 році була створена Адміністрація фермерських домівок, щоб допомагати сільським житловим групам самодопомоги, а також надавати гранти та позики на ремонт і будівництво сільських будинків.[112]
- Більше грошей було виділено на житлові будинки для фермерських господарств.[113]
- Програми іпотечного страхування Федерального житлового управління були лібералізовані, дозволивши програму обмежених технічних досліджень і створивши нову програму для гарантування мінімального доходу від прямих інвестицій у житло.[114]
- Закон про житло 1950 року розширив і лібералізував гарантійні привілеї позик для ветеранів Другої світової війни, керуючи програмою прямих позик для тих ветеранів, які не змогли придбати приватне фінансування житла. Закон також дозволив програму іпотечного страхування для кооперативних житлових проектів, програму технічної допомоги та нову програму іпотечного страхування для недорогого нового сільського житла.[115]
- Було створено Агентство з фінансування житла та дому (1947), яке обіцяло координацію основних несільськогосподарських житлових функцій федерального уряду. [116]
- Контроль орендної плати було розширено (1951), щоб охопити раніше звільнені категорії.[117]
- Були виділені кошти на розчищення нетрів і оновлення міст.[118]
- Було збільшено асигнування на Фермерське домашнє управління (1950 р.).[119]

### Ветеранські програми
Пільги ветеранам не викликали суперечок і отримали підтримку як лівих, так й правих.
- До положень про ветеранів були внесені зміни (1945 р.), щоб забезпечити підвищені ставки пенсії для певних інвалідів, спричинених службовою діяльністю, як правило, на паритеті зі ставками, що виплачуються за подібні інвалідності відповідно до Закону про ветеранів Першої світової війни 1924 р. з поправками.[120]
- Закон про допомогу ветеранам у реабілітації (1952 р.) містив положення про компенсацію по безробіттю для ветеранів згідно з єдиною федеральною формулою.[121]
- Було прийнято законодавство (1952 р.), яке збільшувало компенсації ветеранам і розміри пенсій.[122]
- Було підписано закон (1949), який продовжив на один рік до червня 1950 року реконверсію та допомогу з безробіття для моряків, передбачену Розділом XIII Закону про соціальне забезпечення.[123]
- З 1945 по 1949 роки на пільги солдатам Другої світової було витрачено 3,7 мільярда доларів.[124]
- До Закону про соціальне забезпечення було внесено поправки (1952 р.), щоб надати заробітну плату для виплат соціального забезпечення за кожен місяць військової служби після липня 1947 р. і до січня 1954 р.[125]
- Були прийняті закони, що дозволяють виплачувати ветеранам пільги заднім числом під час госпіталізації, тоді як було введено продовження терміну для заповнення в деяких випадках подання пільг і компенсацій.[126]

### Сільське господарство
Дін демонструє, що головна ініціатива «Справедливого курсу», «план Бреннана», запропонований міністром сільського господарства Бреннаном, провалилася в Конгресі, тому що Трумен надто довго зволікав з представленням її перед Конгресом, і вона втратила ініціативу, а також тому, що він ніколи не консультувався з вищим керівництвом щодо сільськогосподарського законодавства. У 1949 році був підписаний окремий Акт Андерсона, який мав більше спільного з прийнятим республіканцями Законом про сільське господарство 1948 року, ніж план міністра Бреннана.
- Для захисту ресурсів дикої природи був прийнятий Закон про збереження дикої природи (1946 р.).[128]
- Закон про статут фермерської товарно-кредитної корпорації (1948 р.) стабілізував, підтримував і захищав доходи та ціни фермерських господарств, сприяв підтримці відповідних запасів і сприяв упорядкованому розподілу товарів.[129]
- Закон про сільське господарство (1948) запровадив більш гнучку систему підтримки цін.[130]
- Закон про сільське господарство (1949) підтримував цінову підтримку на рівні 90% паритету.[4] Закон також зробив певні пожертвувані товари, придбані за допомогою операцій з підтримки цін Товарно-кредитною корпорацією (CCC), доступними для розповсюдження серед місцевих громадських організацій соціального забезпечення, які обслуговують бідних американців, Бюро у справах індіанців та програми шкільних обідів. Він також уповноважив CCC «оплачувати додаткові витрати на обробку, пакування та обробку харчових продуктів, придбаних у рамках підтримки цін, щоб торгові точки-одержувачі могли більш повно їх використовувати».[131]
- Закон про позику на випадок стихійного лиха (1949 р.) надав фермерам, які зазнали серйозних втрат урожаю через стихійні лиха, право на спеціальні низькопроцентні позики.[132]
- Було схвалено кредитну програму (1949) для розширення та покращення сільського телефонного зв’язку.[133]
- Було розширено програми відновлення та збереження ґрунту.[134]

### Федеральні меліоративні та енергетичні проекти
Програма меліорації в рамках «Справедливого курсу» Трумена передбачала розширення державного розподілу електроенергії, виробленої на федеральному рівні, і схвалила обмеження на кількість землі, яку власник міг зрошувати за рахунок федеральних водних проектів. Лобістські зусилля приватних енергетичних компаній завадили поширенню комунальних послуг. Політичний тиск і конфлікти з Бюджетним бюро та Інженерним корпусом армії не дозволили Бюро меліорації застосувати закон про надлишок землі.
- Було розширено електрифікацію сільської місцевості та державну владу.[136]
- Було започатковано нові проекти збереження природи.[137]
- Кошти для Адміністрації долини Теннессі були значно збільшені.[138]
- Виділялися кошти на меліорацію західних земель.[139]
- Було виділено кошти на гідроелектростанції..[140]
- Було розширено програми боротьби з повенями.[141]
- Частина коштів була витрачена на громадські роботи.[142]
- Було збільшено асигнування для Управління долини Теннессі та Управління сільської електрифікації (1950).[143]
- Було збільшено фінансування гідроелектростанцій, гідроелектростанцій та іригаційних проектів Бюро меліорації на заході.